# Мастро (Форли-Чезена)
Мастро (итал. Mastro) је насеље у Италији у округу Форли-Чезена, региону Емилија-Ромања.
Према процени из 2011. у насељу је живело 14 становника. Насеље се налази на надморској висини од 513 м.